# Pierre-Claude Fontenai
Pour les articles homonymes, voir Fontenai.
Pierre-Claude Fontenai, né le 16 juillet 1683 à Paris et mort le 13 octobre 1742 à La Flèche, dans la Sarthe (France), est un prêtre jésuite et historien français. 

## Biographie
Il était recteur du collège d'Orléans quand on le chargea de continuer l'Histoire de l'Église gallicane commencée par Jacques Longueval. Prenant résidence à la maison professe de Paris il en publia les tomes IX et X et prépara le tome XI. 
Il mena l'observation de l'éclipse solaire du 12 juillet 1684 au collège Louis-le-Grand.

## Œuvres
- Histoire de l'Église gallicane, vol 9 et 10, París, 1739 et 1744.